# Apocalipsis 6
Apocalipsis 6 es el sexto capítulo del Libro del Apocalipsis o Apocalipsis de Juan en el Nuevo Testamento de la  Biblia cristiana. El libro se atribuye tradicionalmente a Juan el Apóstol, pero la identidad exacta del autor sigue siendo un punto de debate académico. Este capítulo describe la apertura de los seis primeros de los siete sellos. La apertura del séptimo sello se registra en capítulo 8. Cuatro caballos y sus jinetes, los Cuatro Jinetes del Apocalipsis, emergen al abrirse los cuatro primeros sellos.

## Texto
El texto original fue escrito en griego koiné. Este capítulo está dividido en 17 Versículos.

### Testigos textuales
Algunos manuscritos antiguos que contienen el texto de este capítulo son, entre otros:.
- Papiro 115 (~AD 275; Versículos 5-6 existentes)
- Códice Sinaítico (330-360)
- Codex Alexandrinus (400-440)
- Codex Ephraemi Rescriptus (~450; completo)

## Consideraciones previas
El autor del Apocalipsis, mediante la imagen del Cordero que abre uno a uno los siete sellos, presenta una interpretación profunda de la historia bajo el dominio de Cristo, mostrando también el significado de las calamidades que aquejan a la humanidad. La tensión crece a medida que se aproxima la apertura del séptimo sello. Al abrirse, comienzan a sonar sucesivamente siete trompetas, que simbolizan la voz de Dios. Sólo con el sonido de la última trompeta será revelado el misterio del final, manteniendo la expectación hasta entonces. De este modo, el lector descubre progresivamente la acción y el poder de Dios a lo largo de la historia.
Al abrirse los cuatro primeros sellos, emergen cuatro jinetes: 
- el primero representa a Jesucristo, mientras que
- los otros tres simbolizan la guerra, el hambre y la peste.
- El quinto sello revela la «gloria de los mártires», y
- el sexto anuncia las «tribulaciones finales» profetizadas por Jesús.

En esta visión, el autor del Apocalipsis no sólo contempla los desastres provocados por el pecado, sino también la victoria de Cristo, quien guía a su Iglesia a través de los siglos en un viacrucis que es, a la vez, una marcha triunfal. Según Pío XII, la Iglesia y los cristianos, como portadores de fe y amor, han sido faros de luz, redención y paz para un mundo desesperanzado. En el v. 15 se enumeran siete grupos sociales, representando a toda la humanidad, desde los más poderosos hasta los más débiles, dejando claro que nadie escapará del juicio de Dios. Este día será el dies irae (v. 17), el día de la ira del Cordero.

## Los Cuatro Primeros Sellos (6:1-8)
.

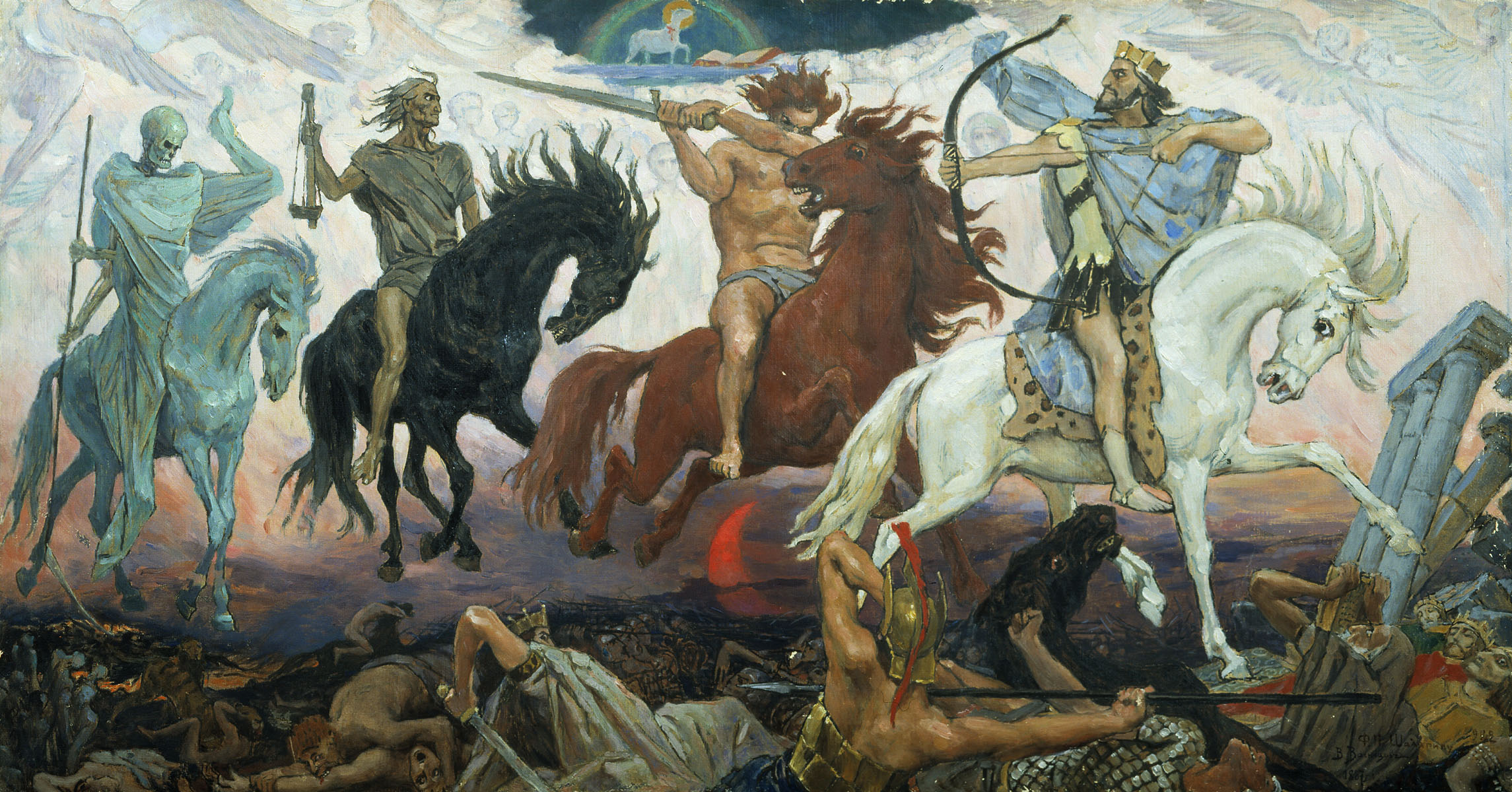
Los Cuatro jinetes del Apocalipsis, una pintura de 1887 de Víktor Vasnetsov. El Cordero es visible en la parte superior

La apertura de los cuatro primeros sellos no revela el contenido del rollo, que sólo puede leerse una vez abiertos todos los sellos, sino que sirve como preparación que recuerda 'el comienzo de los dolores de parto' en Mark 13:7-8..

### Versículo 5
Y cuando abrió el tercer sello, oí decir a la tercera bestia: Ven y mira. Y miré, y he aquí un caballo negro; y el que estaba sentado sobre él tenía un par de balanzas en su mano.

### Versículo 6
Y oí una voz en medio de las cuatro bestias que decía: Una medida de trigo por un penique, y tres medidas de cebada por un penique; y mira que no dañes el aceite y el vino. 
- «medida» (griego: choinix o choenix) - es decir, aproximadamente un cuarto de galón o 1,1 litros.
- «penique» (griego: denarius) - esto era aproximadamente el salario de un día para un trabajador.[13]
- «una medida de trigo por un penique, y tres medidas de cebada por un penique»

«un choenix de trigo por un denario, y tres choenix de cebada por un denario».
El choenix parece haber sido el alimento asignado a un hombre por un día; mientras que el denario era la paga de un soldado o de un trabajador común por un día (Matthew 20:2, «Acordó con los trabajadores un penique al día», y Tácito, 'Ann.,' 1:17, 26, «Ut denarius diurnum stipendium foret». Cf. Tobías 5:14, donde dracma equivale a denario). El choenix era la octava parte del «“modius“», y un denario solía comprar un modius de trigo. El precio indicado denota, por tanto, una gran escasez, aunque no una ausencia total de alimentos, ya que el salario de un hombre apenas le alcanzaba para obtener comida. La cebada, que era el alimento más grueso, se podía obtener a un tercio del precio, lo que permitiría a un hombre alimentar a una familia, aunque con dificultad. Por lo tanto, se predice una temporada de gran escasez, aunque en su ira Dios se acuerda de la misericordia (cf. los juicios amenazados en Leviticus 26:23-26, a saber, la espada, la peste y el hambre; también la expresión, «Te devolverán tu pan por peso»).>
- «Y mira que no dañes el aceite ni el vino“”».

El corolario de la frase precedente, con el mismo significado. Expresa un límite fijado al poder del jinete del caballo negro. Estos eran artículos típicos de alimento (cf. Salmos 104:14, 15, «Para que saque de la tierra alimento; y vino que alegre el corazón del hombre, y aceite que haga resplandecer su rostro, y pan que fortalezca el corazón del hombre»; y Joel 1:10, «El trigo se echa a perder: el vino nuevo se seca, el aceite languidece»). Wordsworth interpreta: «La prohibición al jinete, “No dañes el aceite y el vino”, es una restricción al malvado designio del jinete, que dañaría el aceite y el vino espirituales, es decir, los medios de gracia, que habían sido tipificados bajo esos símbolos en la antigua profecía (Psalm 23: 4, 5), y también por las palabras y los actos de Cristo, el buen samaritano, vertiendo aceite y vino en las heridas del viajero, que representaba la naturaleza humana, tendido en el camino. » Αδικήσῃς ἀδικεῖν en el Apocalipsis significa invariablemente «herir», y, salvo en un caso, lleva el acusativo directo después de él. (véase Revelación 2: 11; Revelación 7:2, 3; Revelación 9:4, 10, 19; Revelación 11:5). Sin embargo, Heinrich y Elliott traducen: «No cometas injusticia en el asunto del aceite y el vino». El teólogo H. W. Rinek traduce: «No desperdicies». La visión es una profecía general del futuro para todos los tiempos (véase verso 5); pero muchos escritores se han esforzado por identificar el cumplimiento de la visión con alguna hambruna en particular.

## El Quinto Sello (6:9-11)

### Versículo 11
Y fueron dadas vestiduras blancas a cada uno de ellos; y les fue dicho que descansasen todavía un poco de tiempo, hasta que se completasen el número de sus hermanos y compañeros de servicio, que habían de ser inmolados como ellos. 

## El Sexto Sello (6:12-17)

### Versículo 12
Y miré cuando él había abierto el sexto sello vi como se producía un gran terremoto; El sol se volvió negro como tela de saco y toda la luna se volvió como si fuera sangre. 